# Floyd Alonzo McClure
Floyd Alonzo McClure (Sidney (Ohio) 14 d'agost del 1897 - Bethesda (Maryland) 15 d'abril del 1970) va ser un botànic economista i taxonomista, en el seu moment una de les autoritats mundials en el camp dels bambús; és considerat un dels més importants introductors d'espècies d'aquesta poàcia en els Estats Units d'Amèrica.

## Biografia
Nascut en una granja, on sorgí la seva passió per l'agricultura i la botànica, es titulà per la Universitat Estatal d'Ohio (Bachelor of Arts 1918, Bachelor of Science in Agriculture 1919, Master in Sciences 1928 amb l'estudi Chinese Handmade Paper, i doctor en Filosofia amb una tesi sobre els bambús Schizostachyum xinesos 1935). Viatjà a la Xina per fer de professor d'Horticultura (1919-1923) a Canton, en el Christian College (que poc després esdevindria Lingnan University, i que en l'actualitat -2009- està radicada a Hong Kong), i romangué al país asiàtic durant 24 anys, fins al 1941. Els tres primers anys de la seva estada els invertí en l'estudi de la llengua i l'escriptura xinesa i en excursions de recerca pel sud de la Xina i el nord del Vietnam. El 1924, després d'una estada als Estats Units on aprengué tècniques d'introducció i explotació de plantes, tornà a Canton per a iniciar-hi el Jardí Botànic de la universitat. Es dedicà a fer estudis en economia botànica, un camp d'estudis que continuaria al llarg de la vida, i aprofundí en el món dels bambús, tan importants en l'economia asiàtica. Va ser conservador de l'herbari de la universitat Lingnan, i estudià la flora de diverses províncies de la Xina i de les Filipines.
Quan els japonesos envairen la Xina, McClure treballà per un temps ajudant els refugiats i exportant plantes de bambú per introduir-les a Amèrica (especialment al Jardí d'Introducció de Plantes de Tela, Hondures). Reclamat als Estats Units, entrà a treballar a l'Institut Smithsonian (encara hi treballava el 1958), on coincidí amb el català i també botànic Josep Cuatrecasas. Esdevingué consultor en matèria de bambús del Departament d'Agricultura dels Estats Units i la recerca que reealitzà a la instal·lació d'aquest ministeri a Savannah (Geòrgia), l'Agricultural Research Station and Plant Introduction Station (actualment Bamboo Farm and Coastal Gardens de la universitat de Geòrgia), produí molta informació bàsica sobre creixement i hàbits dels bambús. Des de l'any 1940 i fins a la seva mort el 1970 tingué la consideració d'associat de recerca honorari del Museu Nacional d'Història Natural. Tant en la seva estada a la Xina com en la posterior residència als Estats Units publicà un gran nombre d'escrits: en destaca la que és considerada la seva obra principal, The bamboos, a fresh perspective, del 1966, reeditada el 1993.
Els seus viatges d'estudi el portaren a un gran nombre de països, tant asiàtics com americans. Rebé una beca Guggenheim el 1942 i va ser elegit membre de l'Ohio Academy of Sciences. La "canya de Tonkin", emprada en la construcció en la província xinesa de Guandong i per a fer canyes de pescar, va ser rebatejada Arundinaria amabilis "McClure" a causa que el botànic fou el primer a descriure-la científicament el 1925. També es donà el nom del científic a una varietat cultivada, la Fargesia nitida "McClure".
La seva impressionant col·lecció de bambús i els seus escrits, amb la correspondència personal, foren donats i es conserven a la Institució Smithsoniana de Washington DC. El seu aplec de papers xinesos d'elaboració artesana, recollits per l'elaboració de la seva tesina, fou dipositada a l'International Paper Museum de Brookline (Massachusetts), que el 1986 -amb vora 60 anys de retard- contribuí a fer que es publiqués Chinese Handmade Paper.
Floyd Alonzo McClure estudià i descrigué científicament un elevat nombre d'espècies vegetals, i en botànica se'l cita com a autoritat taxonòmica amb l'abreviatura McClure.

## Obres
- Notes on the island of Hainan Canton, 1922
- Some notes on persimmons in Kwangtung, article a Lingnan agricultural review (1925) p. 91- 98
- The native paper industry in Kwangtung, article a Lingnan science journal (1927) p. 255-264
- A brief historical survey of the Lingnan University Herbarium, article a Lingnan science journal (1929), p. 267-290
- Plants of Lantau Island, Kwangtung. I, article a Lingan University. Science bulletin 3 (1931)
- The Chinese sacred lily, article a Hong Kong naturalist (1932), 186-193 + làms.
- The Lingnan university third, fourth, sixth and seventh Hainan Island expeditions, article en dues parts Lingnan science journal (1933-1934) p. 381-388; p. 577-601 + làms.
- Methods and materials of Chinese table plant culture Canton: Lingnan University, 1933
- The flora of a Canton herb shop Canton: Lingnan University, 1934
- Bamboo, a taxonomic problem and an economic opportunity, article a The Scientific monthly (Sep. 1935), p. 193-204
- The generic type, and a new species, of the bamboo genus Schizostachyum from Java, article a Blumea (1936), p. 86-97
- New genera and species of Bambusaceae from eastern Asia Canton: Lingnan University, 1940
- A Guide to the Collection of Bamboo, publicat originalment en xinès a la revista Ko Huseh (1941), reeditat traduít a l'anglès per IDRC Bamboo & Rattan Research Network el 1989 (text anglès[Enllaç no actiu])
- New bamboos, and some new records, from French Indo-China, article a Journal of the Arnold arboretum (1942) p. 93-102
- The vegetative characters of the Bamboo Genus Phyllostachys and descriptions of eight new species introduced from China, article a Journal of the Washington Academy of Sciences 35, 9 (1945) p. 276-293
- Bamboo as a building material Washington, Foreign Agricultural Service, 1953 (reimprès, Washington: Dept. of Housing and Urban Development, Office of International Affairs, 1972)
- Bamboo in the economy of Oriental peoples, article a Introduction to Economic Botany Volume 10 (1956) pp. 335-361
- Bamboo culture in the South Pacific, article a Unasylva 10, 3 (1956) p. 115
- Tipyfication of the Genera of the bambusoideae, article a Taxon 6 (1957), p. 119-210
- Bamboos of the Genus Phyllostachys Under Cultivation in the US Washington: U.S. Dept. of Agriculture, Agricultural Research Service, 1957 (reimpressió facsímil moderna de l'American Bamboo Society)
- F.A.McClure, Jason Richard Swallen Flora of Guatemala part 2 Chicago: Chicago Museum of Natural History, 1955
- The bamboos, a fresh perspective Cambridge: Harvard University Press, 1966 (reedició, ampliada per Lynn Clark, Washington: Smithsonian Institution Press, 1993 ISBN 156098323X)
- F.A.McClure, Lyman Bradford Smith, Raulino Reitz Gramíneas. Suplemento. Bambúseas Itajaí, Brasil: Herbário "Barbosa Rodrigues", 1967
- F.A.McClure, T.R. Soderstrom Genera of bamboos native to the new world (Gramineae: Bambusoideae) Washington: Smithsonian Institution Press, 1973
- Chinese Handmade Paper Newtown: Bird & Bull Press, 1986.